# Resolutie 2271 Veiligheidsraad Verenigde Naties
Resolutie 2271 van de Veiligheidsraad van de Verenigde Naties werd op 2 maart 2016 unaniem aangenomen door de VN-Veiligheidsraad en verlengde de sancties tegen Zuid-Soedan met anderhalve maand.

## Achtergrond
In 2011 was Zuid-Soedan na decennia van conflict om het olierijke gebied onafhankelijk geworden van Soedan. Eind 2013 ontstond echter een politieke crisis tussen president Salva Kiir en voormalig vicepresident Riek Machar die uitdraaide op etnisch geweld en moordpartijen. Daarbij waren al twee miljoen mensen op de vlucht geslagen, en werd de bevolking van Zuid-Soedan nog dieper in de armoede en een humanitaire crisis geduwd.

## Inhoud
De reisverboden en bevriezing van banktegoeden waartoe middels resolutie 2206 was besloten werden verlengd tot 15 april 2016. Het mandaat van het expertenpanel dat toezag op de naleving van deze sancties werd verlengd tot 15 mei 2016.
Lijst ·  2260 ·  2261 ·  2262 ·  2263 ·  2264 ·  2265 ·  2266 ·  2267 ·  2268 ·  2269 ·  2270 ·  2271 ·  2272 ·  2273 ·  2274 ·  2275 ·  2276 ·  2277 ·  2278 ·  2279 ·  2280 ·  2281 ·  2282 ·  2283 ·  2284 ·  2285 ·  2286 ·  2287 ·  2288 ·  2289 ·  2290 ·  2291 ·  2292 ·  2293 ·  2294 ·  2295 ·  2296 ·  2297 ·  2298 ·  2299 ·  2300 ·  2301 ·  2302 ·  2303 ·  2304 ·  2305 ·  2306 ·  2307 ·  2308 ·  2309 ·  2310 ·  2311 ·  2312 ·  2313 ·  2314 ·  2315 ·  2316 ·  2317 ·  2318 ·  2319 ·  2320 ·  2321 ·  2322 ·  2323 ·  2324 ·  2325 ·  2326 ·  2327 ·  2328 ·  2329 ·  2330 ·  2331 ·  2332 ·  2333 ·  2334 ·  2335 ·  2336